# Роберт Тріффін
Роберт Тріффін (англ. Robert Triffin, 5 жовтня 1911, м. Флобек — 23 лютого 1993, м. Остенде) — американський економіст бельгійського походження. Викладав в Єльському університеті. Критик теорії монополітичної конкуренції Едварда Чемберліна. Лауреат премії Френка Сейдмана (1988). Захистив докторську дисертацію в Гарвардському університеті в 1938 р., де і викладав в період з 1939 по 1942 рік.

## Біографія
Роберт Тріффін займав різні посади у Федеральній резервній системі США (англ. US Federal Reserve System) з 1942 по 1946 рік. З 1946 по 1948 рік він працював У Міжнародному валютному фонді (англ. International Monetary Fund), а з 1948 по 1951 рік — в Організації економічного співробітництва та розвитку (нині OECD). У 1951 році Тріффін став професором економіки в Єльському університеті.
У 1942 році Роберт Тріффін отримав громадянство США. Однак в 1977-му він відновив своє бельгійське громадянство і повернувся на проживання в Європу. Там він залишався переконаним прихильником європейської інтеграції і сприяв розвитку Європейської валютної системи (EMS), а також підтримував концепцію центрального банку, яка вилилася в становлення Європейського центрального банку (англ. European Central Bank).
У 1960-му Тріффін виступав перед Конгресом США, попереджаючи про серйозні вади Бреттон-Вудської системи. Його теорія була заснована на спостереженні процесу перенасичення долара і накопичення його за межами США. За умовами Бреттон-Вудської угоди Сполучені Штати Америки зобов'язалися конвертувати долари в золото, проте система функціонувала тільки до тих пір, поки золоті запаси США могли забезпечувати конверсію. У підсумку, золоті запаси США швидко вичерпалися — і крах долара був неминучий. Конверсія зарубіжних доларів була виведена на офіційний рівень і здійснювалася виключно в Казначействі США. І все ж за період з 1949 по 1970 рік золоті запаси США скоротилися більш, ніж в два рази.
Тріффін попереджав, що формування національних валютних резервів можливо в США при дефіциті платіжного балансу. Така ситуація зумовила підрив довіри до долара і зниження його цінності як міжнародного резервного активу. Однак попередження економіста ігнорувалися практично повністю аж до 1971 року, поки його гіпотеза не обернулася суворою реальністю, яка змусила президента США Річарда Ніксона тимчасово зупинити конвертованість долара США в золото. Фактично ця подія поклала кінець Бреттон-Вудської системи.

## Парадокс Тріффіна
На початку 1960-х років Роберт Тріффін вказав на протиріччя, яке виникає, якщо для міжнародних розрахунків і національних валютних резервів використовується валюта тільки однієї держави. Його можна сформулювати так:
|  | Для того, щоб забезпечити центральні банки інших країн необхідною кількістю доларів для формування національних валютних резервів, необхідно, щоб в США постійно спостерігався дефіцит платіжного балансу. Проте дефіцит платіжного балансу підриває довіру до долара і знижує його цінність як резервного активу, саме тому для зміцнення довіри потрібний профіцит платіжного балансу |

Згодом це протиріччя отримало назву Дилеми Тріффіна (англ. Triffin Dilemma).
Парадокс Тріффіна зазвичай пов'язують з кризою Бреттон-Вудської системи.
Для вирішення цієї суперечності Тріффін запропонував створити спеціальну міжнародну валюту, яка не буде прив'язана до золота або якоїсь національної валюти. У 1969 році Міжнародний валютний фонд почав застосовувати штучний платіжний засіб — «Спеціальні права запозичення».

## Парадокс Тріффіна на міжнародному рівні
Причиною проведення зустрічі представників провідних держав світу в кінці шістдесятих років стало порушення в міжнародній валютній системі. Головними особами були керівники Центробанків. Під час цієї зустрічі було ухвалено два рішення:
- Скорочення продажу золота на відкритих ринках;
- Впровадження дворівневої системи;

Державним банкам дозволялося здійснювати продаж золота на своєму рівні, але не можна було торгувати на приватних ринках, так як на останніх ціна на золото коливалася. Це допомогло підтримувати стабільний обсяг золота в світі.
Розв'язати першу частину парадоксу дозволили зміни в системі світового валютного обігу. Валютні потреби міжнародної торгівлі не були забезпечені через зростання як обсягів «купівлі-продажу», так і обсягів залученої грошової маси, які вже не покривалися відповідним запасом золотого фонду. Згодом було прийнято рішення про відмову жорсткої прив'язки курсу валют до наявного обсягу золота.
Перехід до Ямайської валютної системи допоміг зберегти парадокс Тріффіна. Тепер країна з сильною валютною системою повинна забезпечувати загальносвітовий оборот грошових коштів, що призведе до збільшення споживання імпорту самою країною. У підсумку це негативним чином позначиться на національній валюті, а отже, знизить довіру до неї. Така ситуація є неприйнятною для провідної світової валюти. Суть парадоксу в тому, що резервна валюта може належати тільки країні із сильною та стабільною економікою. При цьому статус «резервної валюти» послаблює позиції самої валюти.
Для того, щоб розв'язати цей парадокс використовується активний вивіз капіталу країни резервної валюти, який здатний перевищити надходження іноземних інвестицій. Такий підхід дозволяє стримувати інфляційне зростання. Однак, даний процес не може бути нескінченним, тобто «резервна валюта» з плином часу все одно буде ослаблена.

## Основні твори
- «Монополітична конкуренція та теорія загальної рівноваги» (англ. Monopolistic Competition and General Equilibrium Theory, 1940);
- «Наша міжнародна грошова система: вчора, сьогодні і завтра» (англ. Our International Monetary System: Yesterday, today and tomorrow, 1968);
- «Європа і грошова плутанина» (англ. Europe and the Money Muddle, 1957);
- «Статистика джерел та використання фінансів» (англ. Statistics of Sources and Uses of Finance, 1960);
- «Європейська економічна інтеграція та грошово-кредитна політика» (фр. Intégration économique européenne et politique monetaire, 1960);
- «Еволюція міжнародної валютної системи: історична оцінка та перспективи на майбутнє» (англ. The Evolution of the International Monetary System: historical appraisal and future perspectives, 1964);
- «Світовий лабіринт грошей: національні валюти в міжнародних платежах» (англ. The World Money Maze: National currencies in international payments, 1966);
- «Потяг історії в міжнародній валютній реформі» (англ. The Thrust of History in International Monetary Reform, 1969);
- «Листи до генерала де Голля» (фр. Lettres au General de Gaulle, 1973);
- «Майбутнє Європейської валютної системи та екю» (англ. The future of the European Monetary System and the ECU, 1984).